# Maître de la Légende de sainte Marie-Madeleine

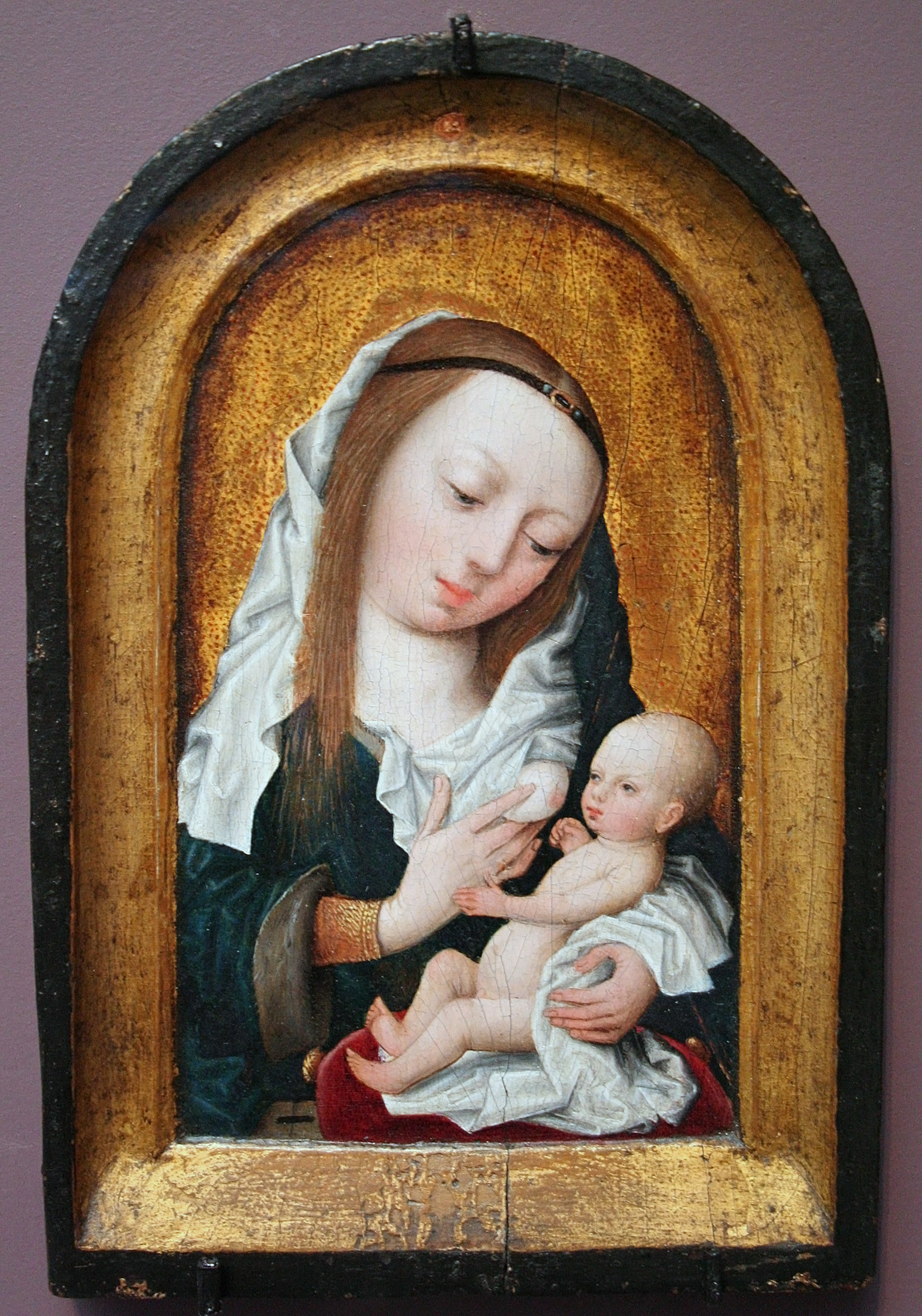
Vierge à l'enfant (1520), musée des Beaux-Arts de Gand.

Le Maître de la Légende de sainte Marie-Madeleine est un peintre flamand de la fin du XVe siècle et du début du XVIe siècle dont le nom ne nous est pas connu. Il est nommé en référence à un important retable polyptyque aujourd'hui dispersé dans différents musées et ayant pour sujet sainte Marie-Madeleine.

## Éléments d'identification
Le nom de Maître de la Légende de sainte Marie-Madeleine (parfois Maître de la légende de Madeleine) lui a été donné par l'historien de l'art Max Jakob Friedländer après l'étude de deux panneaux d'un polyptyque démembré peint vers 1515-1520 : Le Sermon de Marie-Madeleine (collection Jonhson, Philadelphie) et Marie-Madeleine chassée (musée Kaiser-Friedrich, Berlin, panneau détruit durant la Seconde Guerre mondiale). Quatre autres panneaux ont par la suite pu être rattachés à ce retable.
Des tentatives d'identification de l'artiste avec le Maître des Portraits des princes, Pieter van Coninxloo ou avec Bernard van der Stockt ont aussi été avancées mais sont peu convaincantes.
La date généralement admise pour la naissance du Maître est autour de 1485, sa mort autour de 1526. Il aurait travaillé à Bruxelles et son style pourrait avoir été influencé par Rogier van der Weyden et est proche de celui de Bernard van Orley. Il aurait probablement travaillé pour la cour de Marguerite d'Autriche. On lui doit plusieurs versions d'un portrait officiel de Philippe Ier de Castille conservé dans plusieurs musées à travers le monde. Environ soixante-dix tableaux lui sont attribués, triptyques religieux ou portraits de princes et monarques.
En 2005, Aurore Carlier a attribué au Maître des Portraits princiers un ensemble de tableaux jusqu'alors considérés comme des œuvres de jeunesse du Maître de la Légende de sainte Marie-Madeleine.

## Quelques œuvres

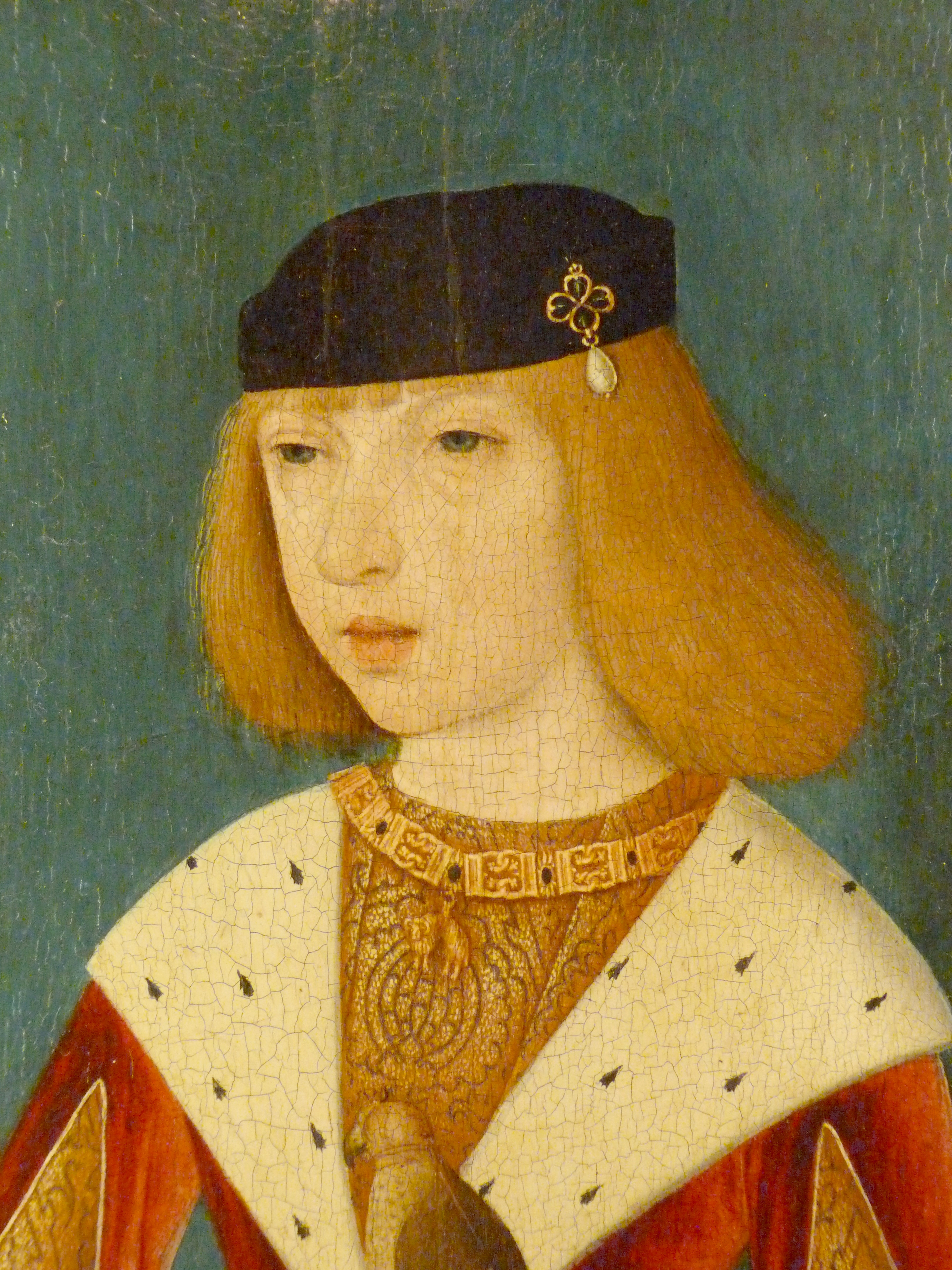
Portrait de Philippe Ier de Castille avec un faucon (détail), musée de la chasse et de la nature, Paris.

- Triptyque de l'Annonciation, musées royaux des beaux-arts de Belgique
- Résurrection de Lazare (fragment de la Légende de Marie Madeleine), Statens Museum for Kunst de Copenhague.
- Philippe Ier de Castille, musée du Louvre, Paris (en dépôt au musée de la chasse et de la nature).
- Vierge à l'Enfant avec une fleur Musée de l'Œuvre Notre-Dame, Strasbourg (dépôt du musée du Louvre).
- Isabelle de Castille, collection de la reine, château de Windsor
- Marie de Bourgogne en Sainte Marie-Madeleine, musée Condé, Chantilly
- Madone à l'enfant, Maria lactans musée Mayer Van den Bergh, Anvers

## Sources et bibliographie
- (en) M. J. Friedländer, Early Netherlandish Painting, 1975, XII, pp. 13-17, 90-95, 130, 133 et XIV, p. 25.
- (fr) C. Périer-D'Ieteren, « Contribution à l'étude des volets du triptyque dit de Toison d'Or attribués au Maître de la Madeleine », Oud Holland, LXXXIX, 1975, pp. 129-141.
- (fr) B. de Patoul, notice dans le Dictionnaire des Peintres belges.